# Jorge Azanza
Jorge Azanza (Ziordia, Navarra, 16 de junho de 1982) é um ciclista espanhol.
Estreiou como profissional em 2005 com a equipa Kaiku e retirou-se em 2014 depois de nove temporadas como profissional e com 31 anos de idade. Depois de seu retiro do ciclismo, em 2015 começou a exercer de director desportivo da Fundação Euskadi amador.

## Resultados em Grandes Voltas
Durante sua corrida desportiva conseguiu os seguintes postos nas Grandes Voltas:
| Corrida | Corrida         | 2005 | 2006 | 2007 | 2008 | 2009 | 2010 | 2011 | 2012 | 2013 |
| ------- | --------------- | ---- | ---- | ---- | ---- | ---- | ---- | ---- | ---- | ---- |
|         | Giro d'Italia   | —    | —    | —    | —    | —    | —    | 68.º | —    | 33.º |
|         | Tour de France  | —    | —    | 82.º | —    | —    | —    | —    | 74.º | —    |
|         | Volta a Espanha | —    | —    | —    | —    | —    | —    | 97.º | —    | 90.º |

—: não participa

Ab.: abandono

## Equipas
- Kaiku (2005-2006)
- Euskaltel-Euskadi (2007-2012)
- Euskaltel Euskadi (2013)